# Great Bend (Kansas)
Great Bend is een plaats (city) in de Amerikaanse staat Kansas, en valt bestuurlijk gezien onder Barton County.

## Demografie
Bij de volkstelling in 2000 werd het aantal inwoners vastgesteld op 15.345.
In 2006 is het aantal inwoners door het United States Census Bureau geschat op 15.537, een stijging van 192 (1.3%).

## Geografie
Volgens het United States Census Bureau beslaat de plaats een oppervlakte van
27,8 km², waarvan 27,5 km² land en 0,3 km² water. Great Bend ligt op ongeveer 568 m boven zeeniveau.

## Plaatsen in de nabije omgeving
De onderstaande figuur toont nabijgelegen plaatsen in een straal van 24 km rond Great Bend.

## Geboren
- Jerry Moran (1954), senator voor Kansas